# Autodefensas Unidas de Colombia
Autodefensas Unidas de Colombia (AUC, Nederlands: Verenigde Zelfverdedigingseenheden van Colombia) is een extreemrechtse paramilitaire organisatie, bijgenaamd Parados, in 2000 geleid door Carlos Castaño Gil, die hulp kreeg van plantagehouders, landeigenaren, runderfokkers, oliemaatschappijen en politici en die ook in cocaïne handelde. Hun taak bestond in het uitschakelen van leden en leiders van boeren- en vakbonden, maar ook leden en leiders van de FARC en hun sponsors, waar ze constant oorlog mee voerden. De AUC is in april 1997 ontstaan uit de rechtse boerenmilitie ACCU (Autodefensas Campesinas de Córdoba y Uraba) maar kreeg een landelijk karakter onder het presidentschap van Álvaro Uribe. De Paradas waren bij hun gewelddadige acties niet gebonden aan wetten en verdragen, en behalve aan schendingen van mensenrechten maakten ze zich ook schuldig aan fraude en corruptie. Zo kwam het "Falsos positivos"-schandaal aan het licht: er werden onschuldige burgers gedood en vervolgens vermomd als guerrillastrijders, zodat een premie van de regering werd opgestreken.
De leiding van de AUC kwam in 2003 met de regering een demobilisatie en ontwapening overeen in ruil voor strafvermindering en garanties tegen uitlevering aan de VS. Het akkoord werd in 2006 uitgevoerd. In plaats van hun wapens leverden ze echter schroot in, en veel militanten zijn daarna "beveiligingsdiensten" gaan verrichten of toegetreden tot de BACRIM (bandas criminales emergentes), een nieuw opgericht misdaadsyndicaat dat zich vooral bezighoudt met illegale handel in drugs en goud.
De Human Rights Watch beweert dat ze zich schuldig maken aan afpersing, bedreiging, moord en verkrachting. Onder leiding van Salvatore Mancuso, zoon van Italiaanse immigranten, ging de AUC ook voor de 'ndrangheta van Calabrië werken. Ze verkopen drugs aan hen. Ze zouden ook paramilitaire acties op Venezolaans grondgebied uitvoeren. De president Hugo Chávez voelde zich ernstig bedreigd door de AUC en dacht dat ieder rechts persoon met ze samenwerkte om hem te vermoorden.
- Catàleg d'autoritats de noms i títols de Catalunya: 981058614706406706
- Library of Congress Control Number: n2003039206
- Nationale Bibliotheek van Tsjechië: ko20221153065
- Système universitaire de documentation: 059401036
- Virtual International Authority File: 159642485